# Woffo von Merseburg
Woffo von Merseburg († 15. April 1058 in Merseburg) war ein Eichstätter Domkämmerer und später Bischof von Merseburg (1055–1058). Er stammte aus Bayern. Als Domkämmerer unter Bischof Heribert (1022–1042) ließ er die Marienkirche in Eichstätt neu ausbauen. In Merseburg führte Woffo die Verehrung der ihm aus seiner Heimat vertrauten Eichstätter Bistumsheiligen Willibald und Wunibald ein. Dadurch wurde im liturgischen Bereich eine dauerhafte Verbindung zwischen dem bayerischen und dem ostsächsischen Bistum geschaffen.